# Eupogonius subtessellatus
Eupogonius subtessellatus är en skalbaggsart som beskrevs av Julius Melzer 1933. Eupogonius subtessellatus ingår i släktet Eupogonius och familjen långhorningar.
Artens utbredningsområde är Costa Rica. Inga underarter finns listade i Catalogue of Life.